# ANSYS
ANSYS, Inc. Fue fundada en 1970 (Swanson Analysis Systems, Inc.) utilizando aproximadamente 1700 empleados. La mayoría con experiencia en elemento finito y dinámica de fluido computacional.

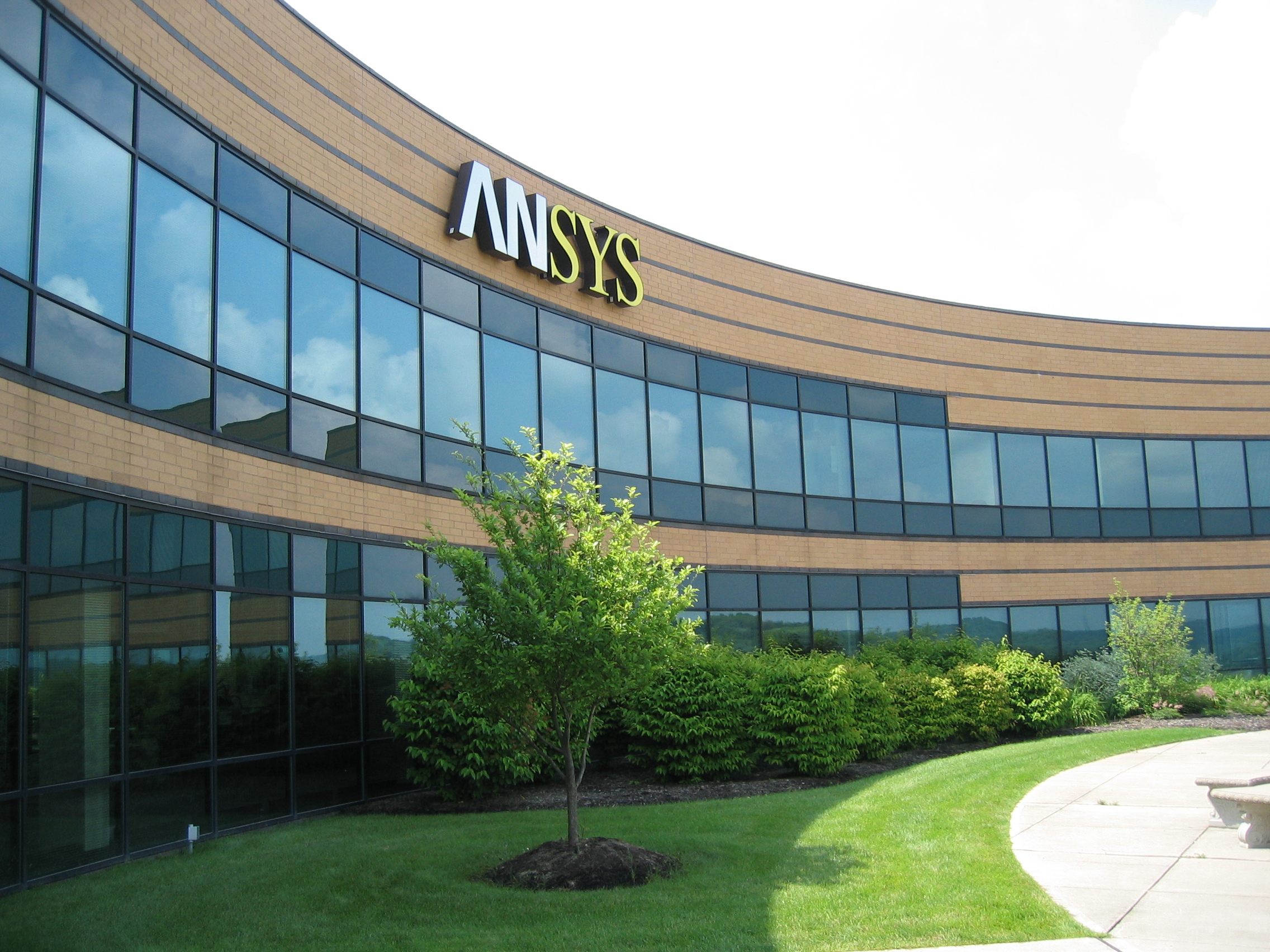

ANSYS desarrolla, comercializa y presta soporte a la ingeniería a través de software de simulación para predecir como funcionará y reaccionará determinado producto bajo un entorno real. ANSYS continuamente desarrolla tecnología enfocada en la simulación y a través del tiempo ha adquirido otros software para ofrecer un paquete de aplicaciones que pueden ser unificadas para los problemas más complejos. Además presta soporte a la industria. 
ANSYS, Inc. es un software de simulación ingenieril. Está desarrollado para funcionar bajo la teoría de elemento finito para estructuras y volúmenes finitos para fluidos.
En 2008, el National Institute of Standards and Technology de Estados Unidos utilizó ANSYS para modelar los acontecimientos que llevaron al inicio del desplome del edificio World Trade Center 7 durante los atentados del 11 de septiembre de 2001.

## Comienzos
En 1963, Dr. John Swanson trabajó en los laboratorios nucleares de Westinghouse en Pittsburgh. Él era el responsable del análisis del reactor nuclear junto a todos su componentes. Él utilizó códigos computacionales para predecir las curvas de esfuerzos del rotor del reactor, el cual se veía afectado tanto por la presión como por la temperatura. Con el pasar de los años, Sawnson fue afinando el método para poder ser utilizado bajo geometría en 3-D, análisis no lineales para deformaciones plásticas, análisis dinámico, y los códigos para transferencia de calor fueron avances realizados por Wilson at Aerojet. El código original desarrollado por John incluía un análisis 2D axisimétrico, John quería combinar estos avances así como eliminar códigos que se repetían en la resolución de ecuaciones y en el post-procesamiento.
Swanson quería una integración que hiciera del código una herramienta para disminuir el tiempo de cálculo y análisis de los ingenieros de Westinghouse y otra compañías, esta ahorraría mucho dinero a los que la utilizaran, pero John no estaba de acuerdo, de tal forma Swanson abandono la compañía en 1969, pero no sin antes haber mandado el código a COSMIC para el poder retomar el proyecto más tarde por su cuenta.
Swanson Analysis Systems, Inc fue incorporada a mediados de los años 1970 en la casa de Swanson por otro lado John continuaba trabajando en STASYS (el software que venía desarrollando para Westinghouse). Con el tiempo él se convirtió en un consultor y no en un empleado y pidió permiso para integrar los avances que había hecho Swanson en STASYS y Westinghouse no tuvo ningún problema debido a que lo que ellos querían era la solución efectiva de sus problemas. De esta forma los avances de Swanson y de John se unieron acelerando el proceso y el avances de ANSYS.
La primera versión de ANSYS fue programada a finales de 1970. Westinghouse fue el primer cliente que usaba ANSYS como programa principal de análisis en el diseño. Según el Dr. Swanson, el nombre ANSYS se escogió porque los abogados le aseguraron a Swanson que ANSYS era solo un nombre y que nada podía afectar los derechos de autor sobre el código ya creado. Durante ese periodo todos los programas eran escritos sobre tarjetas perforadas. La instalación del programa incluía el traslado de personal para hacer las adaptaciones necesarias a la máquina para poder insertar las tarjetas en los grandes computadoras.
Dr. Peter Kohnke conoció a John Swanson a principios de 1971. Swanson le ofreció trabajo a Kohnke en otoño de 1971, y éste finalmente aceptó en 1973 y hasta diciembre de 2005 aún trabaja en ANSYS Inc.

## Antecedentes y herramientas similares
Desde finales de los años 1950 y principios de los años 1960 diferentes métodos para el análisis basado en el Método de los elementos finitos han sido implementados, pero casi siempre basados en fuerzas y no en desplazamientos. Los calculadores de elementos finitos comerciales aparecieron en la década de 1970, utilizaban toda la capacidad de cómputo de los grandes computadores centrales o mainframes y estaban dirigidos esencialmente a las industrias aeronáutica, automotriz, de defensa y nuclear. En la actualidad, este tipo de programas corre en computadores de escritorio y realizan al mismo tiempo el análisis de diferentes fenómenos, como por ejemplo, termomecánica, electromecánica y mecánica estructural. Algunos de los productos disponibles son ABAQUS de Dassault Systèmes, FLUENT, Comsol Multiphysics y ANSYS. Cada licencia para alguno de estos sistemas cuesta en el orden de los miles de euros. En el mundo del software libre existe Open FEM desarrollado en conjunto por el INRIA y la empresa SDTools y funciona bajo matlab y scilab. El mercado para este tipo de software crece a una tasa de 11% anual y entre los sistemas disponibles, los de Ansys.Inc ocupan en Europa la más grande parte de mercado, específicamente en el dominio de la distribución de software de simulación y de cálculo, siendo Alemania y Francia los mayores consumidores de estos productos (cifras de 2007).

## Resumen
ANSYS está dividido en tres herramientas principales llamados módulos: pre-procesador (creación de geometría y mallado), procesador y post-procesador. Tanto el pre-procesador como el post-procesador están provistos de una interfaz gráfica. Este procesador de elemento finito para la solución de problemas mecánicos incluye: análisis de estructuras dinámicas y estáticas (ambas para problemas lineales y no lineales), análisis de transferencia de calor y fluidodinámica, y también problemas de acústicas y de electromagnetismo. Normalmente el uso de estas herramientas se utiliza simultáneamente logrando mezclar problemas de estructuras junto a problemas de transferencia de calor como un todo. Este software es usado también en ingeniería civil y eléctrica, física y química.

## Características

### Integrado
Permite la asociación de distintas tecnologías para el desarrollo de un producto sin abandonar una única plataforma. Además su integración permite la asociación con los software más avanzados de CAD. Por último, su sistema de integración permite incluirse sin dificultad en sistemas de documentación propios de cada empresa.

### Modular
ANSYS permite que los clientes instalen una única aplicación para la solución de un problema específico. A medida que el usuario avanza en la solución, este puede necesitar análisis más complejos, hasta llegar al procesa de validación. Los distintos módulos de ANSYS permiten solucionar los problemas por partes.

### Extensible
ANSYS propone "aplicaciones verticales" o adaptaciones más específicas según las requiera el cliente. Estas adaptaciones pueden automatizar procesos que realiza normalmente un cliente hasta aplicaciones más complejas que se adaptan a determinados sectores industriales.

## Desventajas
La mayoría de los errores y desventajas de ANSYS, más que basarse en el programa mismo, se basan en el elemento finito utilizado por el programa para realizar los análisis.
1. La solución otorgada por el programa es una compleja mezcla de cálculos discretos. Y los esfuerzos, temperaturas y otras propiedades representan parámetros continuos. Dicho esto, los resultados arrojados por ANSYS son aproximaciones que dependerán del número de elementos utilizados.
2. La geometría del objeto que se deseé analizar, puede generar errores en la solución debido a que si el mallado realizado no mantiene ciertos parámetros en rango predeterminados como son los ángulos de las aristas, así como las relaciones de tamaño en las aristas, el método puede fallar en un punto lo cual afecta la convergencia del sistema.
3. La densidad de elementos utilizados se debe ingresar de manera manual. Es decir el usuario debe hacer corridas de ANSYS aumentando consecutivamente la cantidad de elementos utilizados hasta conseguir una convergencia que varíe menos que el criterio de parada utilizado. Esto genera gran costo computacional y de tiempo por parte del usuario.
4. Debido a la utilización de un rango discreto en cuanto a las propiedades de la materia, se debe aumentar la cantidad de puntos en el mallado del objeto en los puntos en que el gradiente de la propiedad analizada sea muy grande para obtener resultados más precisos.
5. El tipo de elemento, así como algunas propiedades son ingresadas de forma manual por el usuario. Lo cual genera errores de tipo humano en la utilización de ANSYS, que en ocasiones el programa no muestra una alerta sobre los rangos normalmente utilizados.[6]

## Productos ANSYS
- ANSYS Workbench: Plataforma general de trabajo, donde se pueden integrar diferentes físicas para una simulación.
- ANSYS: Mechanical Análisis estructural, análisis térmicos, análisis modal, análisis de esfuerzos, estudios de fallas y fracturas, etc.
- ANSYS CFX: Procesos con fluidos, flujos multifasicos, transferencias de calor, turbo maquinarias entre otras.
- ANSYS Fluent: Procesos con fluidos, flujos multifasicos, transferencias de calor, reacciones químicas, análisis de combustión, dinámica de gases, entre otras.
- ANSYS HFSS: Procesos electromagnéticos de alta frecuencia.
- ANSYS EMAG: Procesos electromagnéticos de baja frecuencia.
- ANSYS TWIN BUILDER: Plataforma de creación y gestión de gemelos digitales.
- SpaceClaim DesignModeler: software para diseño CAD y simplificación de geometrías previo al proceso de mallado.
- Soluciones ANSYS AUTODYN: Software explícito para análisis de cargas extremas de corta duración.
- Soluciones ANSYS de mallado: ANSYS ICEM CFD/AI*Environment es una herramienta para el pre-proceso y post-proceso

## Proceso típico de realización de un cálculo
- Pre-proceso
  - Establecimiento del modelo, se construye la geometría del problema, creando líneas, áreas o volúmenes. Sobre este modelo se establecerá la malla de elementos. Esta parte del pre-proceso es opcional, dado que la ubicación de los elementos de la malla puede provenir de otras aplicaciones de diseño.
  - Se definen los materiales a ser usados sobre la base de sus constantes. Todo elemento debe tener asignado un material particular.
  - Generación de la malla, realizando una aproximación discreta del problema sobre la base de puntos o nodos. Estos nodos se conectan para formar elementos finitos que juntos forman el volumen del material. La malla puede generarse a mano o usando las herramientas de generación automática o controlada de mallas.
- Proceso
  - Aplicación de cargas, Se aplican condiciones de borde en los nodos y elementos, se puede manejar valores de fuerza, tracción, desplazamiento, momento o rotación.[7]
  - Obtención de la solución, que se obtiene una vez que todos los valores del problema son ya conocidos.
- post-proceso
  - Visualización de resultados, por ejemplo como dibujo de la geometría deformada del problema.
  - Listado de resultados, igualmente como datos en una tabla.[3]